# زانکت یاکوب اینهوس
زانکت یاکوب اینهوس (به آلمانی: Sankt Jakob in Haus) یک منطقهٔ مسکونی در اتریش است که در کیتسبول واقع شده‌است. زانکت یاکوب اینهوس ۹٫۶ کیلومتر مربع مساحت دارد ۸۵۶ متر بالاتر از سطح دریا واقع شده‌است.